# 法灭尽经
《法滅盡經》，在歷代大藏經中收入五大部外的大乘經，大正藏收入涅槃部。失譯，經文開頭題為「聞如是」而非「如是我聞」應是鳩摩羅什譯經前的譯者。其內容講述佛法逐漸消亡之事，以及法滅之後數千萬年，彌勒當下生作佛。

## 内容
釋尊瞿曇住在拘夷那竭，三月後將般涅槃，於大眾集會後，不現光明，宣說佛滅後，五濁之世，魔道興盛，魔羅冒充沙門壞亂佛教。有菩薩、辟支佛、阿羅漢等佛門修行者精進修行，作諸功德，遭到眾魔比丘的嫉妒和誹謗，而被擯黜驅遣，不令得住，自此之後寺廟空荒、佛教敗壞。
佛法衰落之時，女人精進修行，男人怠慢佛法，天眾哭泣，水旱不調、五穀不熟、瘟疫肆虐、死亡遍野，人民受苦，官吏貪得無厭，惡人愈來愈多，善人愈來愈少。由於災劫將至，日照月出的時數縮短，壽命也隨之變得短促，男人早逝，女人長壽。後有大洪水，世人淹沒於水中，為魚鱉所吞食，時有菩薩、辟支佛、阿羅漢，遭眾魔驅趕，於是入山野隱居修行，壽命延長，得到歡喜。月光童子（梵：Candraprabha Kumāra）在天眾護衛下出世並與其相逢，五十二年間共興佛法。佛法在這短暫的時期中，猶如將亡之人回光反照一樣，暫時盛行於世上。
五十二年過去後，《首楞嚴經》、《般舟三昧經》會先消失，之後十二部經也會滅掉，全部不見，沙門的袈裟忽然間就變成了俗家樣式。佛法衰微 就如同油燈一樣，在快熄滅時更為明亮，隨即消失。往後成千上萬年間，世人皆無佛法可聞，無人能夠出離世間。
減劫將要結束的時候，世人起厭離心、遵從梵法、棄惡行善，壽命因而增長，增劫隨之開始。每百年增一歲，乃至增至八萬四千歲。持續數千萬年的法滅時期結束時，彌勒菩薩下生世間修證成佛，佛法因而復興，天下泰平、無有疫病、風調雨順、五穀豐收，凡人大多身材高大，壽命長達八萬四千歲，眾生得度者不可計數。
經名為《法滅盡》，向一切凡人宣告，宜令闡明演義，功德無量不可稱計。弟子聽聞有關末法時期之事後，均感悲慘惆悵而發無上聖真道意，向釋尊拜別而去。
作者以此經向世人預言將來之事，希望世人能夠分辨決斷。

## 相關經典
僧祐《釋迦譜》記載法滅之事，引用兩部經，一是《法滅盡經》，另外一部是《雜阿含經·六四〇經》（《阿育王傳·優波毱多因緣》卷六卷七之異譯）。
此外的法滅記載還有《阿毘達磨大毘婆沙論》卷第一百八十三、《摩訶摩耶經》、《大方等大集月藏經·法滅盡品》、《複註心義燈》（Saratthadipani-tika）、《釋迦牟尼如來像法滅盡之記》（譯自藏語，是于闐佛教的歷史）等。